# Bustos
Bustos is een gemeente in de Filipijnse provincie Bulacan op het eiland Luzon. Bij de laatste census in 2007 had de gemeente bijna 61 duizend inwoners.

## Geografie

### Bestuurlijke indeling
Bustos is onderverdeeld in de volgende 14 barangays:
| - Bonga Mayor - Bonga Menor - Buisan - Camachilihan - Cambaog - Catacte - Liciada | - Malamig - Malawak - Poblacion - San Pedro - Talampas - Tanawan - Tibagan |

## Demografie
Bustos had bij de census van 2007 een inwoneraantal van 60.681 mensen. Dit zijn 13.590 mensen (28,9%) meer dan bij de vorige census van 2000. De gemiddelde jaarlijkse groei komt daarmee uit op 3,56%, hetgeen hoger is dan het landelijk jaarlijks gemiddelde over deze periode (2,04%). Vergeleken met de census van 1995 is het aantal mensen met 19.309 (46,7%) toegenomen.

De bevolkingsdichtheid van Bustos was ten tijde van de laatste census, met 60.681 inwoners op 69,99 km², 591,1 mensen per km².

## Geboren in Bustos
- Alejo Santos (17 juli 1911), generaal en politicus (overleden 1984);